# Giorgia Macino
Giorgia Lucia Macino, född 12 augusti 2004 i Genua, är en italiensk konstsimmare.

## Karriär
Vid junior-EM 2022 i Alicante var Macino en del av Italiens lag som tog silver i fri kombination och highlight. Vid junior-VM 2022 i Québec var hon en del av Italiens lag som tog silver i highlight och brons i fri kombination. Vid junior-EM 2023 i Funchal var Macino en del av Italiens lag som tog guld i det fria lagprogrammet samt silver i det tekniska och akrobatiska lagprogrammet.
Vid EM 2024 i Belgrad var Macino en del av Italiens lag som tog silver i det fria lagprogrammet samt brons i det tekniska och akrobatiska lagprogrammet. Vid konstsim-EM 2025 i Funchal var hon en del av Italiens lag som tog guld i det akrobatiska lagprogrammet.